# Wojewodowie w Polsce (1944–1950)
Wojewodowie RP od 1944/45 do 1950 – wykaz wojewodów w Polsce Ludowej, zajmujących te stanowiska od 1944 do 1950, tj. przed wprowadzeniem nowego podziału terytorialnego Polski na 17 województw w ramach reformy administracyjnej.

## Wojewodowie RP od 1944/1945 do 1950

### Województwo białostockie
Wojewodowie
- 09.1944–04.1945 Jerzy Sztachelski PPR (1911–1975)
- 15.05.1945–10.02.1947 Stefan Dybowski SL (1903–1970)
- 10.02.1947–31.08.1948 Stanisław Krupka SL (1900–1977)
- 17.11.1948–13.04.1950 Julian Horodecki ZSL (1907–1969)

### Województwo gdańskie
Wojewodowie
- 30.03.1945–24.01.1946 Mieczysław Okęcki SD (1882–1952)
- 24.01.1946–25.05.1950 Stanisław Zrałek PZPR (1907–1954)

### Województwo kieleckie
Wojewodowie
- 09.10.1944–01.1945 Józef Maślanka SL (1883–1968)
- 01.1945–01.1945 Wilhelm Garncarczyk SL (1893–1972)
- 01.1945–29.01.1945 Stanisław Piaskowski PPS (1901–1963)
- 29.01.1945–28.02.1949 Eugeniusz Iwańczyk „Wiślicz” PPR (1911–1995)
- 01.03.1949–31.10.1949 Wacław Rózga PPR (1911–1982)

### Województwo krakowskie
Wojewodowie
- 20.01.1945–03.1945 Feliks Mitura (1914–1991)
- 03.1945–08.1945 Adam Ostrowski (1911–1977)
- 08.1945–12.12.1945 Zygmunt Robel (1896–1976)
- 12.12.1945–25.05.1950 Kazimierz Pasenkiewicz PPS/PZPR (1897–1995)

### Województwo lubelskie
Wojewodowie
- 30.08.1944–10.01.1945 Kazimierz Sidor PPR (1915–1981)
- 10.01.1945–12.02.1949 Wacław Rózga PZPR (1911–1982)
- 12.02.1949–25.05.1950 Paweł Dąbek PZPR (1908–1987)

### Województwo łódzkie
Wojewodowie
- 01.1945–01.1945 Ignacy Loga-Sowiński (pełnomocnik) PPR (1914–1992)
- 02.1945–02.1945 Kazimierz Mijal (pełnomocnik) PPR (1910–2010)
- 02.1945–07.03.1945 Kazimierz Witaszewski PPR (1906–1992)
- 07.03.1945–17.02.1947 Kazimierz Mijal PPR (1910–2010)
- 17.02.1947–16.07.1949 Eugeniusz Stawiński PPR (1905–1989)
- 16.07.1949–24.05.1950 Marian Minor PZPR (1902–1973)

### Województwo olsztyńskie
Wojewodowie
- 17.03.1945–28.12.1945 Jakub Prawin PPR (1901–1957)
- 28.12.1945–08.09.1947 Zygmunt Robel SP (1896–1976)
- 08.09.1947–05.10.1948 Wiktor Jaśkiewicz PPR (1912–2003)
- 06.10.1948–28.06.1950 Mieczysław Moczar PZPR (1913–1986)

### Województwo pomorskie(późniejbydgoskie)
Wojewodowie
- 02.02.1945–14.04.1945 Henryk Świątkowski (pełnomocnik) PPS (1896–1970)
- 14.04.1945–31.10.1945 Kazimierz Pasenkiewicz PPS (1897–1995)
- 15.11.1945–10.04.1948 Wojciech Wojewoda PPS (1892–1970)
- 10.04.1948–24.05.1950 Ignacy Kubecki PZPR (1886–1963)

### Województwo poznańskie
Wojewodowie
- 26.01.1945–04.05.1945 Michał Gwiazdowicz SL (1889–1962)
- 05.05.1945–04.09.1946 Feliks Widy-Wirski SP (1907–1982)
- 04.09.1946–26.05.1950 Stefan Brzeziński SP (1902–1963)

### Województwo rzeszowskie
Wojewodowie
- 18.08.1944–22.09.1944 Wiktor Jedliński SL (1897–1975)
- 22.09.1944–22.10.1944 Stanisław Janusz SL (1890–1970)
- 22.10.1944–30.06.1945 Stanisław Tkaczow PPR (1913–1969)
- 01.07.1945–31.07.1945 Edward Kluk PPR
- 01.08.1945–20.12.1945 Jan Mirek PPS (1900–1971)
- 20.12.1945–30.03.1947 Roman Gesing ZSL (1903–1975)
- 30.03.1947–26.05.1950 Jan Mirek (po raz drugi) PPS (1900–1971)

### Województwo szczecińskie
Wojewodowie
- 14.03.1945–14.04.1945 Aleksander Kaczocha-Józefski SL (1906–1977)
- 15.04.1945–14.02.1949 Leonard Borkowicz PZPR (1912–1989)
- 15.02.1949–27.05.1950 Włodzimierz Migoń PZPR (1911–1987)

### Województwo śląskie
Wojewodowie
- 01.02.1945–10.03.1945 Jerzy Ziętek (1901–1985)
- 14.03.1945–31.10.1948 Aleksander Zawadzki (1899–1964)
- 01.11.1948–13.06.1950 Bolesław Jaszczuk (1913–1990)

### Województwo warszawskie
Wojewodowie
- 11.1944–25.02.1945 Stanisław Mazur PPR (1905–1981)
- 25.02.1945–10.05.1945 Juliusz Goryński (p.o.) PZPR (1911–1986)
- 10.05.1945–10.08.1945 Michał Gwiazdowicz (p.o.) SL (1889–1962)
- 10.08.1945–15.12.1945 Stanisław Zrałek (p.o.) PPR (1907–1954)
- 15.12.1945–27.03.1947 Wilhelm Garncarczyk SL (1893–1972)
- 27.03.1947–12.04.1947 Roman Rot (p.o.) (1904–1948)
- 12.04.1947–17.01.1948 Lucjusz Dura (p.o.) (1891–1967)
- 17.01.1948–05.02.1948 Roman Rot (p.o.) (1904–1948)
- 05.02.1947–27.11.1948 Henryk Kołodziejczyk (1901–1962)
- 27.11.1948–03.1950 Lucjusz Dura (p.o.) (1891–1967)

### Województwo wrocławskie
Wojewodowie
- 26.05.1946–31.01.1949 Stanisław Piaskowski PPS/PZPR (1901–1963)
- 31.01.1949–25.05.1950 Józef Szłapczyński PZPR (1914–1976)